# Fiorenza Renda
Fiorenza Renda (Palermo, 7 agosto ...) è una scrittrice e sceneggiatrice italiana.

## Biografia
Vive a Bologna. Il suo esordio letterario risale al 2004 con il romanzo Baciamolemani (Giraldi editore) dal quale è stata tratta un'omonima commedia teatrale. Firma con Francesca Pierantoni il soggetto e la sceneggiatura di Mai così...Vicini! (regia di Emanuele Ruggiero) e del cortometraggio Liscio come l'amore.

## Opere
- Baciamolemani (Giraldi editore, 2004)
- La memoria fugge in là, Parole per resistere (con Pino Cacucci, Gianni Cascone, Giorgio Celli, Marcella Cioni, Gianluca Di Dio, Patrizia Finucci Gallo, Gabriella Ghermandi, Licia Giaquinto, Francesco Guccini, Sikeena Karmali, Giulio Leoni, Loriano Macchiavelli, Enrico Palandri, Paolo Sibar Sibar, Stefano Tassinari, Silvia Torrealta, Adriana Zarri ecc. - Antologia di Alberto Perdisa Editore, 2005)
- Uomini, cialtroni e altre nefandezze (Fiorenza Renda e Paolo Vergnani, Giraldi editore, 2005)
- FOBIEril - soluzione MANIAzina (Antologia di Jar edizioni, 2009)
- Tutta colpa di Omero (Jar edizioni, 2009)
- Bassotuba è tornato (Minerva edizioni, 2013)